# Попов, Василий Васильевич (архитектор)
Василий Васильевич Попов  (17 февраля 1884 — 1930 год) — русский и советский архитектор.

## Биография
Родился 17 февраля 1884 года в станице Мигулинская ныне Верхнедонского района Ростовской области в небогатой казацкой семье. Учился в церковно-приходской школе. Для получения дальнейшего образования был отправлен в Санкт-Петербургский институт гражданских инженеров. Там он познакомился с Екатериной Васильевной — дочерью полковника, ростовского окружного военачальника В. Д. Красовского. Вскоре они поженились.
Учась в институте, в начале 1900‑х годов, он побывал в Ростове. Будучи студентом, Попов составил проект часовни в «русском стиле» на Софиевском кладбище на окраине Нахичевани. За этот проект он получил золотую медаль. Часовня по его проекту была сооружена в 1904 году, освящена во имя Св. Царицы Александры. Позднее с участием архитектора была построена звонница часовни. Нынешняя часовня — это церковь Святой Александры в Ростове-на Дону.
По окончании института гражданских инженеров Попов занял недавно открытую в Ростове должность архитектора в Ростово-Нахичеванском градоначальстве. В 1910 году Василий и Екатерина Поповы с двухлетним сыном поселились в Ростове-на-Дону на первом этаже трёхэтажного доходного дома на Пушкинской, 60 (нынешней 22), вместе с тёщей Юлией Ивановной.
Первым проектом, созданным Поповым для города, стал проект здания градоначальства, расположенного на пересечении Пушкинской улицы и Николаевского переулка (Дом Ивана Зворыкина). Архитектор сделал проект трёхэтажного здания-замка по мотивам петербургского модерна. Акцентом здания был массивный пятигранный эркер с двухъярусной башней со шлемовидной главкой. По обе стороны башни на тумбах парапета стояли скульптуры рыцарей. В отделке фасада дома сочетались гранитная облицовка цокольного этажа со штукатуркой стен первого, облицовка керамической плиткой стен верхних этажей — с лепным декором.
Здание имело чёткое функциональное решение. На первом этаже находилась канцелярия градоначальства, цокольный этаж занимали подсобные помещения. На втором этаже дома была квартира градоначальника, на третьем этаже были квартиры чиновников градоначальства. Северное крыло здания предназначалось для доходного дома. Там сдавались в аренду квартиры. Вырученные средства шли на обустройство всего дома.
Следующим архитектурным проектом Попова стало здание театра-биографа на 1200 зрителей. Здание театра было построено из железобетона по последнему слову техники. Будка киномеханика была изолирована от зрительного зала, что важно для пожаробезопасности. Театр украшали картины художника Вейдовского. Здание сохранилось в изменённом виде. В настоящее время в нём размещается «Киномакс-Победа» (ул. Б. Садовая, 51).
Следующей работой Попова стала перестройка доходного дома. В это время в Ростове соперничали нахичеванские предприниматели: Мелконов-Езеков и конезаводчик К. Чернов. В начале XX века они были владельцами доходных домов, стоящих по обе стороны Большого проспекта (ныне Ворошиловского), и вместе затеяли перестройку зданий.
Перестройку дома Мелконова-Езекова вёл архитектор градоначальства В. Попов, реконструкцией дома К. Чернова занимался гражданский инженер Ф. Ясинский. Одновременная перестройка двух домов окончилась сооружением красивейших домов, украсивших главный перекрёсток улиц.
К настоящему времени дом-дворец Мелконова-Езекова сохранился только на фотографиях, а дом К. Чернова сильно перестроен после войны.
В 1915 году по проекту Попова было построено здание частой женской гимназии Филипьевой. Гимназическое трёхэтажное здание было построено в стиле неоклассики. Ритм проёмов здания из белого кирпича дополняли размещённые в простенках трёхъярусные ионические пилястры, объединённые венчающим карнизом. Угловую, дугообразную в плане, часть фасада украшал картуш, на щите которого были инициалы основательницы гимназии — «АФ». По вертикали между окнами третьего и второго этажей находились орнаментальные вставки растительного рисунка. Здание сохранилось с утратой ряда лепных украшений. Ныне здесь размещается ростовская Школа № 49.
В начале 1920‑х годов в квартире В. Попова поселилась сестра его жены с детьми, но это не уберегло их квартиру от уплотнения. После гражданской войны архитектор работал в управлении Донского окружного инженера, участвовал в строительстве жилищного кооператива, в реконструкции и сооружении промышленных зданий.
Известен его проект здания электростанция «Артём» (1928). Позднее занимался педагогической деятельностью в политехникуме путей сообщения Северо-Кавказской железной дороги. 
Скончался летом 1930 года. Его сын Василий, внуки – Екатерина и Владимир – стали инженерами‑строителями.